# 集成电路通用模拟程序
積體電路通用模拟程序（英語：Simulation Program with Integrated Circuit Emphasis, SPICE），是一种用于电路描述与仿真的语言与仿真器软件，用于检测电路的连接和功能的完整性，以及用于预测电路的行为。SPICE主要用于模拟电路和混合信号电路的仿真。由此我們便可以清楚地了解：SPICE這套程式原先發展的目的是為了模擬電子系統中日益重要的積體電路。
由於積體電路不如傳統電路一般可以在麵包板（breadboard）或印刷電路板（Printed circuit board）上做實驗來驗證設計結果，所以為了提高積體電路正式生產時的良率（yield）及降低成本，勢必要在進入實際製程階段前對其電路特性做「檢查」，確保性能在規格範圍之內。

## 發展歷史
SPICE是在1975年由加利福尼亞大學伯克莱分校的Donald Pederson在电子研究实验室首先建立的。第一版和第二版都是用Fortran语言编写的，但是从第三版开始用C语言编写。以一"Computer Analysis of Nonlinear Circuits, Excluding Radiation"名為“CANCER”的電路模擬程式為藍本，發展出今日幾乎被全世界公認為電路模擬標準的SPICE原始雛型程式。
SPICE有好几种版本，成功的商业版本主要有SPECTRE（由最初的SPICE作者之一Ken Kundert和Jacob White开始最初的框架）和HSPICE（最初由Meta-Software开发，现属于Synopsys）、Eldo（最初由Anacad公司开发，现属于Mentor Graphics）等。其后由于电路设计规模的级数级增长，旧版本的SPICE的仿真速度远远不能满足需要，并且对电路规模大小也有限制，业界发展了快速SPICE。
Silvaco公司的提供的Smartspice,	
SmartSpice提供最高的性能和精度，用于设计复杂的高精度模拟电路、模拟混合信号电路、分析关键网路，特性表征单元库等等。SmartSpice兼容于流行的模拟设计流程和foundry提供的器件模型。
今日在市面上所能看到的許多SPICE同類軟體：如OrCADPSpice（OrCAD）、HSPICE（Meta-Software；現屬於Synopsys）、IS-SPICE（intusoft）、IG-SPICE（A. B.Associates）、I-SPICE（NCSS timesharing）…等，均是以SPICE2系列為基礎再加改進而成的商業化產品。
目前成功的快速SPICE商业版本主要有HSIM（最初由NASSADA公司开发，现在NASSDA公司被SYNOPSYS公司购入）, NANOSIM（SYNOPSYS，但有电路规模大小的限制，对敏感的模拟电路也有精度的缺陷，在数字电路仿真方面很成功）和ADiT（Evercad，2006年1月被Mentor Graphics并购）、ULTRASIM（CADENCE公司的快速SPICE工具，属于最新的第三代电路仿真工具）等。目前的这些快速SPICE的主要特点是以牺牲准确性换取速度的大幅提高，因此他们的共同问题是如何在快速的同时保持准确性。
其中最廣為各級學校電子電機相關科系所使用的，就非OrCAD莫屬了。

## 外部連結
- Silvaco （页面存档备份，存于）
- Larry Nagel, "The Life of SPICE"
- The Spice Page
- Thomas Quarles' dissertation (SPICE3) （页面存档备份，存于）
- SPICE on gEDA HOWTO
- A brief history of SPICE （页面存档备份，存于）
- Spice 3 Userguide
- Spice 3 Quickstart Tutorial （页面存档备份，存于）